# Alfredo Di Dio
Alfredo Di Dio, nome di battaglia Marco (Palermo, 4 luglio 1920 – Gola di Finero, 12 ottobre 1944), è stato un partigiano e militare italiano, medaglia d'oro al valor militare alla memoria.

## Biografia
Alfredo Di Dio, trasferitosi con la famiglia dalla Sicilia nel 1927  a Cremona, seguiti gli studi liceali, fu ammesso all'Accademia Militare di Modena, da cui uscì nel 1941 con il grado di sottotenente e assegnato al 1º Reggimento Carristi di Vercelli come istruttore. Promosso tenente del 1º Reggimento fanteria corazzata, l'8 settembre 1943 si presentò al comandante per chiedere di organizzare la resistenza contro i tedeschi. 
Ricevuto un rifiuto, si diede alla macchia, diretto in val d'Ossola, e distrusse i carri per non lasciarli in mano tedesca, insieme a un gruppo di altri soldati della consistenza di una compagnia. Alfredo arrivò a Cavaglio d'Agogna e qui fu raggiunto dal fratello Antonio. Su consiglio e con l'aiuto del coraggioso Carletto Leonardi, Alfredo, il fratello e i compagni di fuga si portarono in Valstrona, dove costituirono una prima banda partigiana. Il 18 dicembre accadde, per un equivoco, uno scontro (sulla salita del Buccione) fra i suoi uomini e Filippo Beltrami che, con la moglie e alcuni suoi partigiani, era su una macchina sequestrata ai tedeschi. Alfredo Di Dio salì a Quarna per andare a fare visita a Beltrami e da quell'incontro nacque la "Brigata Patrioti Valstrona" per la fusione delle due "bande".
Gli uomini del "Capitano" si portarono successivamente in Valstrona (23 dicembre 1943). Il Comando generale fu posto a Campello Monti con Beltrami quale comandante, mentre Alfredo Di Dio assunse il comando tecnico-militare della formazione. Alfredo, dopo qualche giorno, d'accordo con il "Capitano", andò a Novara per concordare, con il prefetto Dante Maria Tuninetti e il questore Ugo Abrate, uno scambio di prigionieri (i partigiani Lino e Donato Ferrari e Gino Vermicelli contro il commissario prefettizio di Omegna, Antonino Gorgone). L'incontro tra Alfredo e le due autorità fasciste ebbe momenti difficili e pericolosi per l'intrusione dei "duri" del fascio novarese, Giuseppe Dongo ed Ezio Maria Gray, ma si risolse per l'intervento tempestivo e geniale dell'autista-guardia del corpo di Alfredo, Rosolino Brignoli.
L'incontro per lo "scambio" ebbe luogo ad Ameno, il giorno 8 gennaio 1944. All'incontro era presente monsignor Leone Ossola. Successivamente, Alfredo Di Dio decise, d'accordo con il "Capitano", di portarsi a Milano per ottenere dal Comitato di Liberazione Nazionale finanziamenti per la formazione. Il 23 gennaio, Alfredo partì con la sua scorta per Milano, dove venne catturato dai fascisti e rinchiuso nel carcere di Novara. Riuscì a fuggire dopo un mese. Nel frattempo aveva avuto modo di sapere quanto successo a Megolo (frazione di Pieve Vergonte), dove il fratello, il capitano Beltrami e altri compagni erano rimasti vittime di un rastrellamento.
Riuscì ad aggregare altri partigiani fino a costruire la Brigata Alpina "Beltrami" (trasformata successivamente in Divisione Valtoce), della quale divenne comandante. La "Valtoce" era una formazione inquadrata tra le Brigate Fiamme Verdi, di orientamento cattolico che nell'aprile 1945 arrivò a contare circa 20.000 partigiani; i suoi appartenenti portarono da allora al collo un fazzoletto azzurro.
Durante le operazioni di ritirata, dopo il periodo della Repubblica ossolana, Di Dio cadde in un'imboscata. Il 12 ottobre 1944 venne sorpreso dai soldati tedeschi durante una ispezione delle posizioni dei partigiani e cadde sotto il fuoco nemico assieme al colonnello Attilio Moneta. Insieme a loro c'era un maggiore canadese, Patterson, che si salvò perché indossava la divisa dell'esercito e venne liberato dal carcere di Milano il 25 aprile 1945.
Fu promosso capitano e insignito di medaglia d'oro al valor militare. Alla memoria di Alfredo Di Dio, l'Università di Pavia, alla quale era stato iscritto, ha concesso nel 1947 la laurea "ad honorem".
Alla memoria dei fratelli Di Dio sono stati intitolati un battaglione carri di stanza a Vivaro (PN) e, a Cremona, la storica sala di scherma, l'Accademia d'armi "Antonio e Alfredo Di Dio Emma", società che da oltre 116 anni pratica lo sport della scherma, nel quale Alfredo era atleta di alto livello.